# Marek Hruboň
Marek Hruboň (1994) è un giocatore di football americano ceco, che gioca come kicker per i Prague Lions..

## Palmarès
- 5 Czech Bowl (2014, 2015, 2016, 2017, 2018)